# Häckebergasjön
Häckebergasjön är en sjö 2 km sydost om Genarp i Lunds kommun i Skåne och ingår i Höje ås huvudavrinningsområde. Sjön är 3,5 meter djup, har en yta på 0,759 kvadratkilometer och befinner sig 49,1 meter över havet. Häckebergasjön ligger i Häckeberga-Skoggårds Natura 2000-område och skyddas av fågeldirektivet. Sjön avvattnas av vattendraget Höje å.
På en av sjöns sju holmar ligger Häckeberga slott. Övriga holmar och trakten kring sjön är bevuxet med ädellövskog.  Sjön ligger 49 meter över havet. Den är inte naturlig utan skapades för att skydda slottet. Vägen norr om sjön slingrar sig på en fördämning. Där finns utloppet till Höje å.

## Delavrinningsområde
Häckebergasjön ingår i delavrinningsområde (616363-135007) som SMHI kallar för Utloppet av Häckebergasjön. Medelhöjden är 83 meter över havet och ytan är 57,45 kvadratkilometer. Det finns ett avrinningsområde uppströms, och räknas det in blir den ackumulerade arean 73,96 kvadratkilometer. Avrinningsområdets utflöde Höje å mynnar i havet. Avrinningsområdet består mestadels av skog (31 %), öppen mark (13 %) och jordbruk (48 %). Avrinningsområdet har 0,75 kvadratkilometer vattenytor vilket ger det en sjöprocent på 1,3 %.

## Bildgalleri

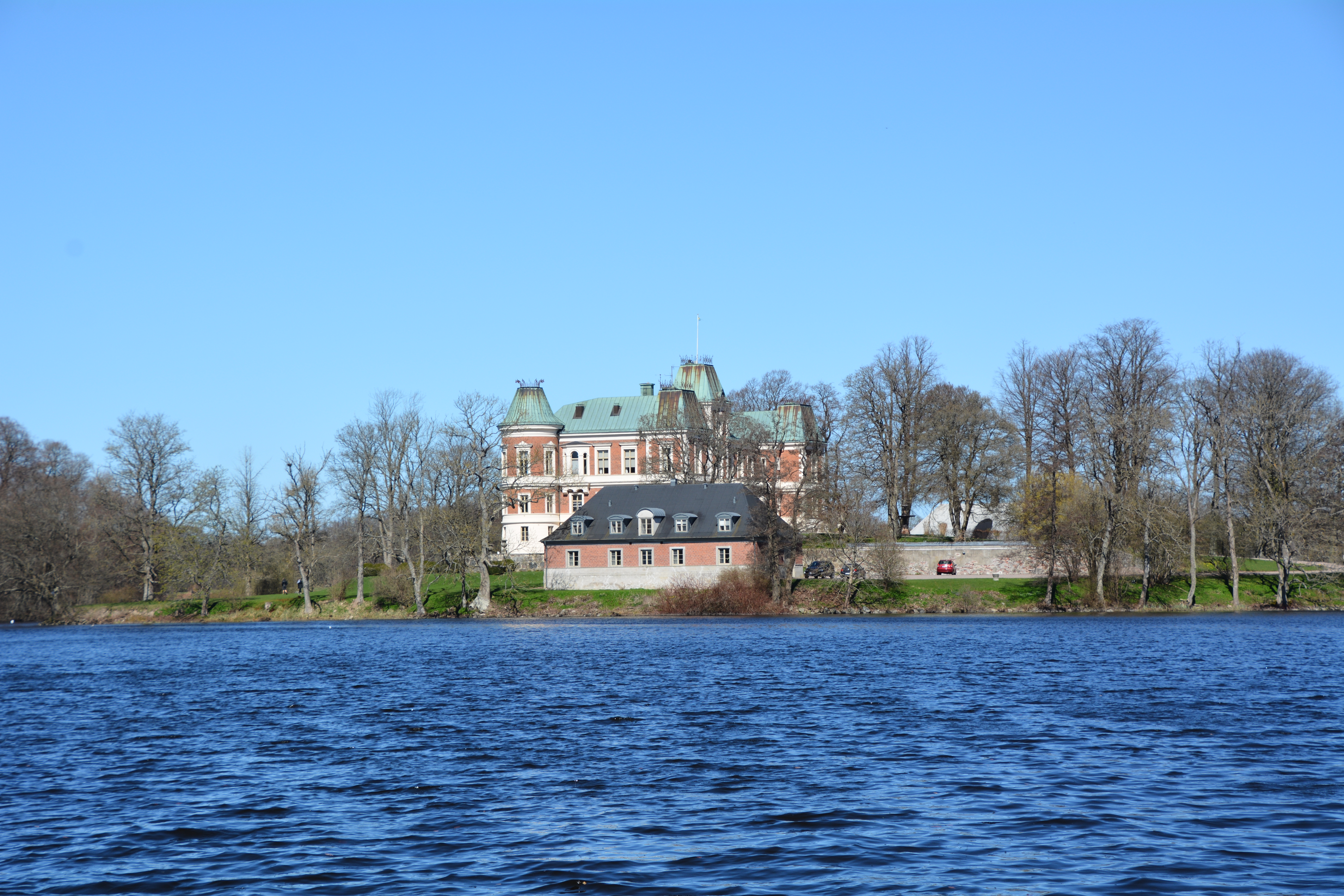
Häckeberga slott i Häckebergasjön.